# Los Jobos Primera Sección
Los Jobos Primera Sección är en ort i Mexiko.   Den ligger i kommunen Coxcatlán och delstaten San Luis Potosí, i den centrala delen av landet, 240 km norr om huvudstaden Mexico City. Los Jobos Primera Sección ligger 139 meter över havet och antalet invånare är 121.
Terrängen runt Los Jobos Primera Sección är lite kuperad. Runt Los Jobos Primera Sección är det ganska tätbefolkat, med 124 invånare per kvadratkilometer. Närmaste större samhälle är Villa Terrazas, 13,6 km söder om Los Jobos Primera Sección. I omgivningarna runt Los Jobos Primera Sección växer huvudsakligen savannskog.